# Crossaster diamesus
Crossaster diamesus is een zeester uit de familie Solasteridae.
De wetenschappelijke naam van de soort werd in 1932 gepubliceerd door Alexander Michailovitsch Djakonov.